# Bläß’sches Palais

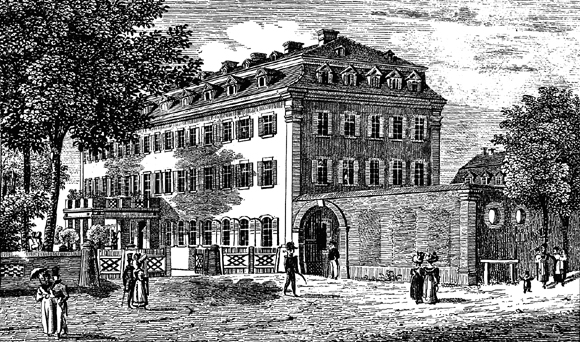
Das Bläß’sche Palais um 1830 (Lithographie der Gebrüder Wolff)

Das Bläß’sche Palais in Heilbronn wurde 1756 bis 1758 als städtisches Waisen-, Zucht- und Arbeitshaus erbaut und diente ab 1803 als Palais des Herzogs und späteren Königs Friedrich I. von Württemberg. Seinen Namen erhielt das Gebäude nach dem Heilbronner Unternehmer Carl Bartholomäus Bläß, der das Gebäude 1828 erwarb und eine Essig- und Bleiweißfabrik betrieb. Nach Beschädigungen im Zweiten Weltkrieg wurde die Ruine 1951 zum Abriss ausgeschrieben.

## Geschichte

### Waisen-, Zucht- und Arbeitshaus

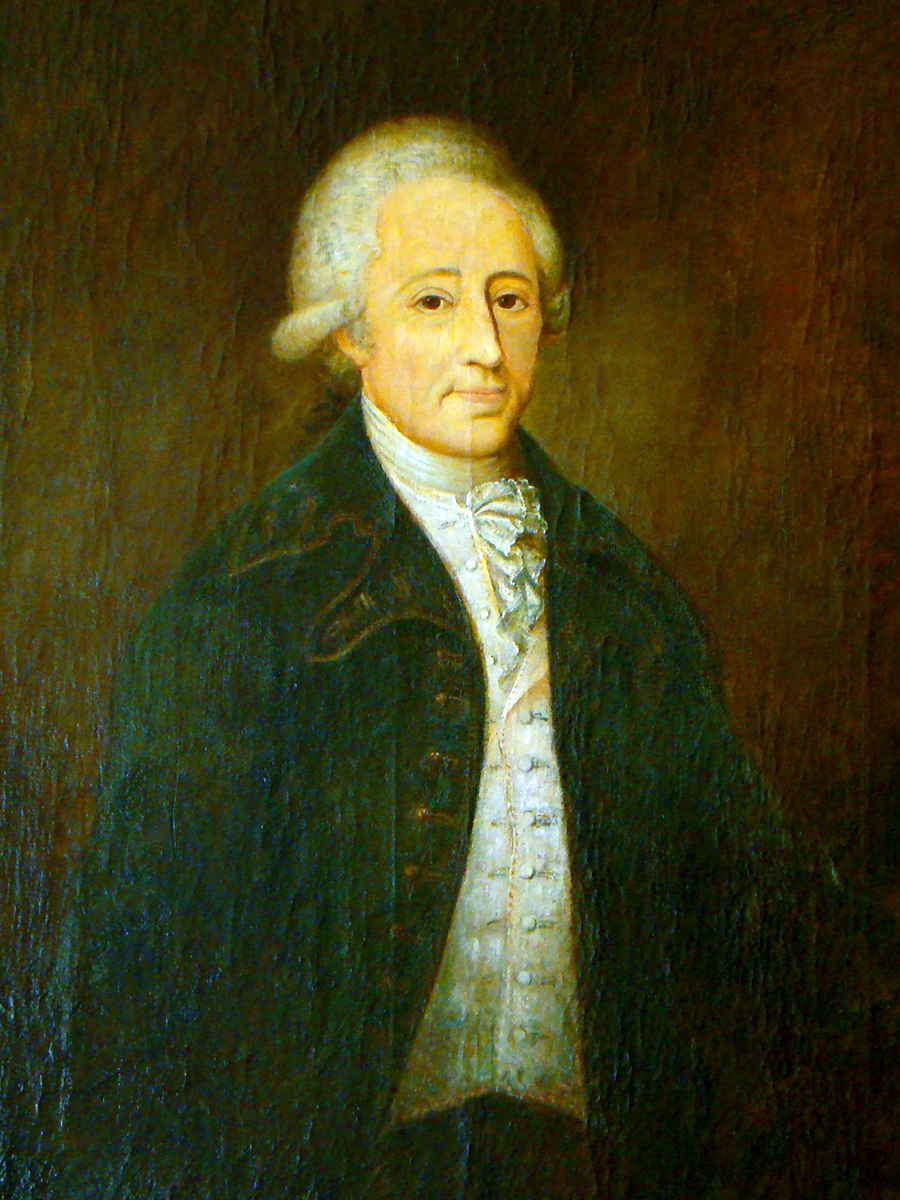
Die Einrichtung eines Waisen-, Zucht- und Arbeitshauses geht auf Bürgermeister Georg Heinrich von Roßkampff zurück

In Heilbronn waren bis ins 18. Jahrhundert Waisen im beim Katharinenspital gelegenen Seelhaus untergebracht. Diese Unterbringung in einem alten und engen Gebäude, in unmittelbarer Umgebung von Alten und Gebrechlichen, hatte mancherlei Nachteile, die jedoch erst im Zuge der Aufklärung in das Bewusstsein der städtischen Fürsorge traten. Im benachbarten Württemberg entstanden nach dem Muster des Frankfurter Waisenhauses im frühen 18. Jahrhundert in Stuttgart und in Ludwigsburg Einrichtungen, in der Waisen, Züchtlinge und Arme unterkamen und in einer Manufaktur arbeiteten. Der Heilbronner Rat und Baumeister und spätere Bürgermeister Georg Heinrich von Roßkampff (1720–1794) hat die beiden Häuser in Stuttgart und Ludwigsburg besichtigt und dem Heilbronner Rat mündlich am 28. Februar 1756 und schriftlich nochmals am 4. März darüber berichtet. Innerhalb weniger Tage fasste man den Beschluss, auch in Heilbronn am Bollwerksplatz eine solche Einrichtung zu schaffen. Baumeister Roßkampff legte bereits am 18. März 1756 einen Aufriss des Gebäudes und einen ersten Kostenvoranschlag vor.
Am 20. März 1756 verabschiedete der Rat der Stadt einen Finanzierungsplan für die Einrichtung. Der Bau sollte zur Hälfte von der Bürgerschaft und zur Hälfte durch eine Sammlung bei auswärtigen Stellen finanziert werden. Man wandte sich hierfür an zahlreiche Reichsstädte, von denen die meisten jedoch eine Kostenbeteiligung ablehnten. Zuschüsse für das Bauvorhaben kamen aus Augsburg, Dortmund, Frankfurt am Main, Giengen, Hall, Hamburg, Leutkirch, Memmingen, Nürnberg, Regensburg, Überlingen, Ulm und Weißenburg in Bayern. Der künftige Unterhalt sollte durch die Gutleutpflege, die vor- und nachmittägliche Kirchenkollekte sowie die Hospitalpflege bestritten werden. Nach dem Eintreffen weiterer Berichte aus Stuttgart und Ludwigsburg bot man einem Stuttgarter Bewerber bereits am 1. April eine Stelle als „Wayssenvatter“ an und sagte ihm zu, seine Aufgabe zunächst in einem leerstehenden Pfarrhaus aufnehmen zu können, bis der geplante Neubau vollendet sei.
Am 15. Mai 1756 entschied man sich statt des ursprünglich geplanten Standorts am Bollwerksplatz für einen Standort am Sülmertor. Die Baupläne und einen Kostenvoranschlag erstellte Baumeister Georg Philipp Wenger aus Neckarsulm. Die Bauaufsicht wurde dem „Wayssenvatter“ übertragen.
Die Grundsteinlegung des Gebäudes war am 5. Juni 1756. Als Baumaterial dienten Steine der Altböckinger Kirche und des Lettenturms, außerdem die seit längerem in der Nähe des Baugrundes lagernden Steine der abgebrochenen Jakobskapelle und des Sondersiechenhauses, sowie Steine des früheren Karmeliterklosters und aus Neckargartach herbeigeschaffte Steine. Für die Bauarbeiten wurden außerdem auch Straffällige zur Zwangsarbeit eingesetzt. Am 11. Oktober 1756 konnte bereits das Richtfest begangen werden. Nach Fertigstellung und Einrichtung wurde das Haus am 27. Oktober 1758 bezogen.
Für die Verwaltung der Einrichtung hatte die Stadt die Waisenhauspflege geschaffen, die 1760 ein eigenes Siegel und 1761 auch die Gerichtsbarkeit für im Haus begangene Delikte erhielt. Mit letzterer Regelung wollte man das Stadtgericht vor allem von der Klärung von Schlägereien zwischen Heiminsassen entlasten. Die Waisenhauspflege bestand aus zwei Pflegern, die wiederum dem Rat der Stadt entstammten. Einer der Pfleger war bis zu seinem Tod 1794 Georg Heinrich Roßkampff. Die kirchliche Versorgung des Hauses erfolgte von der Heilbronner Pfarrkirche aus, die ärztliche Betreuung erfolgte durch die Stadtärzte, darunter Eberhard Gmelin und Friedrich August Weber. Im Gebäude war eine Schule für die schulpflichtigen Kinder eingerichtet, für ältere Insassen gab es eine „Tobakstube“ in der Tabak und Alkohol konsumiert werden durften. Das Personal umfasste den Verwalter („Wayssenvatter“), einen Schulmeister (Präzeptor) mit Provisor, zuerst einen dann mehrere Aufseher, eine Köchin und eine Hausschneiderin. Die hauswirtschaftlichen Aufgaben wurden von den Insassen übernommen. Die Lebensmittel wurden in den zur Anstalt gehörigen Gärten angebaut oder vom Katharinenspital geliefert.
Der Verwalter, den man nahezu unbesehen von Stuttgart aus eingestellt hatte, wurde 1760 unter anderem wegen eines Notzuchtverbrechens vom Rat verwarnt und zu einer Geldstrafe verurteilt. Nach weiteren Vergehen wurde ihm 1761 gekündigt. Sein Nachfolger wurde ein Heilbronner Forstsekretär, der nach vier Amtsjahren starb. Der ihm nachfolgende Verwalter leitete die Einrichtung bis zu deren Schließung, fiel aber auch durch eine Misshandlung auf. Für die Schulmeisterstelle fand sich selbst nach zweijähriger Suche kein Heilbronner Bewerber, so dass 1761 ein Justus Dietrich Koch aus Weißenbrod eingestellt wurde. Von ihm ist überliefert, dass er sich den ihm zustehenden Wein in Geld ausbezahlen ließ und daher vermutlich kein Trinker war. Über die Züchtlings-Aufseher („Zuchtknechte“) liegen hingegen zahlreiche Beschwerden vor. Teils waren sie Trinker, teil haben sie ihren Dienst nur nachlässig oder überhaupt nicht erfüllt, so dass es zu zahlreichen Kündigungen und Maßregelungen kam.
Die im Haus untergebrachten ungefähr 30 Waisen führten unter Präzeptor Koch ein vergleichsweise gutes Leben. Die Verpflegung war ausreichend, das Haus war groß und die benötigte Kleidung wurde im Haus selbst hergestellt. Die Waisenhausschule genoss einen über die Stadt hinausreichenden guten Ruf, so dass bald auch einige Bürger um die Aufnahme ihrer Kinder dort nachsuchten, was in geringem Umfang auch bewilligt wurde.
Die Insassen des Zuchthausteils waren durch den Rat eingewiesene Personen, üblicherweise Bettler, Trinker und Arbeitsscheue. Auch Personen, die geringfügige Straftaten begangen hatten, wurden zeitweilig ins Arbeitshaus eingewiesen. Sofern die Insassen aus Heilbronn stammten, hatten ihre Angehörigen für ihre Verpflegung zu sorgen, nur auswärtige Insassen wurden im Haus mitverpflegt. Die Zuchthausinsassen stellten im Haus den geringeren Teil, höchstens jeweils etwa 10 Personen, und wurden anfangs hauptsächlich zu den eigenen Bauarbeiten herangezogen. 1761 wurden z. B. eine Waschküche und ein Gemüsekeller errichtet. Man hat die Insassen dann auch zu Bauarbeiten außerhalb des Arbeitshauses eingesetzt, doch kam es dabei zu zahlreichen Fluchtversuchen, so dass man zur Beschäftigung der Insassen die Heimarbeit aufnahm. 1760 betrieb man Hanfverarbeitung, später eine Gewürzmühle. 1762 nahm man versuchsweise die Baumwollweberei auf. Verschiedene Handwerker baten außerdem um Aufnahme ins Arbeitshaus, um dort z. B. dem Wollspinnen oder dem Strumpfweben nachzugehen.
Ab 1766 wurde schließlich eine fabrikartige Baumwollspinnerei im Hof des Gebäudes errichtet, in der auch die Waisenkinder mitarbeiten mussten. Die Fabrik war an wechselnde auswärtige Geschäftsleute vergeben, für die ein eigenes Fabrikantenwohnhaus erstellt wurde. Wirtschaftlich war die Fabrik wohl nie, so dass die Produktion bis 1785 bereits wieder zum Stillstand kam. Eine eigens errichtete Bleiche wurde in jenem Jahr an Heilbronner Handelsleute vermietet, 1792 vermietete man auch die Weberei, in der 1793 eine Essigsiederei entstand. Das Fabrikantengebäude bezog 1789 der kgl. großbritannische Minister Christoph Wilhelm von Knobel.
Nach dem Tod des Gründers Roßkampff wurde seine Pflegerstelle im Juli 1794 mit Eberhard Ludwig Becht besetzt, der bereits 1782 Missstände im Waisen- und Arbeitshaus gerügt hatte. Unmittelbar nach Bechts Eintritt in die Waisenhauspflege begann man mit Überlegungen zur Auflösung der Einrichtung. Die Waisenkinder wurden ab Februar 1796 rasch sukzessive in Privathaushalte gegeben. Die Waisenhauspflege selber blieb zum Unterhalt der Waisen bestehen und wurde durch eine Stiftung nochmals aufgestockt.

### Wechselnde Nutzung
Nach dem Auszug des Waisenhauses wurde das Gebäude zunächst an einen Tanzmeister vermietet, der dort Tanzunterricht erteilte. Von April bis Juni bezog österreichisches Militär das Gebäude. Während des Ersten Koalitionskrieges diente das Gebäude dann als Militärspital. 1797 bot das Schwäbische Industrie-Comtoir den Kauf oder die Pacht des Gebäudes an, die Stadt bevorzugte jedoch weiterhin die Nutzung durch das Militär.

### Palais des württembergischen Herzogs Friedrich
Nach der Mediatisierung und dem Übergang der Stadt Heilbronn an Württemberg erwarb Herzog Friedrich von Württemberg das Gebäude im Jahr 1803 für 36.000 Gulden. Friedrich beauftragte seinen Hofbaumeister Nikolaus Friedrich von Thouret damit, das Gebäude an der Paulinenstraße 2 zum Palais umzubauen und einen Park anzulegen. Der umfassende Umbau fand bis 1806 statt. Aber auch für Württemberg war dieses Haus zu groß und daher veräußerte es die königliche Finanzkammer 1828 an den Heilbronner Unternehmer Bläß. Beim Verkauf durch die Stadt Heilbronn 1803 waren von der Kaufsumme zunächst nur 4.000 Gulden angezahlt worden. Der fehlende Rest wurde erst 1836/37 beglichen, als das Gebäude längst nicht mehr in württembergischen Besitz war.

### Essig- und Bleiweißfabrik Bläß

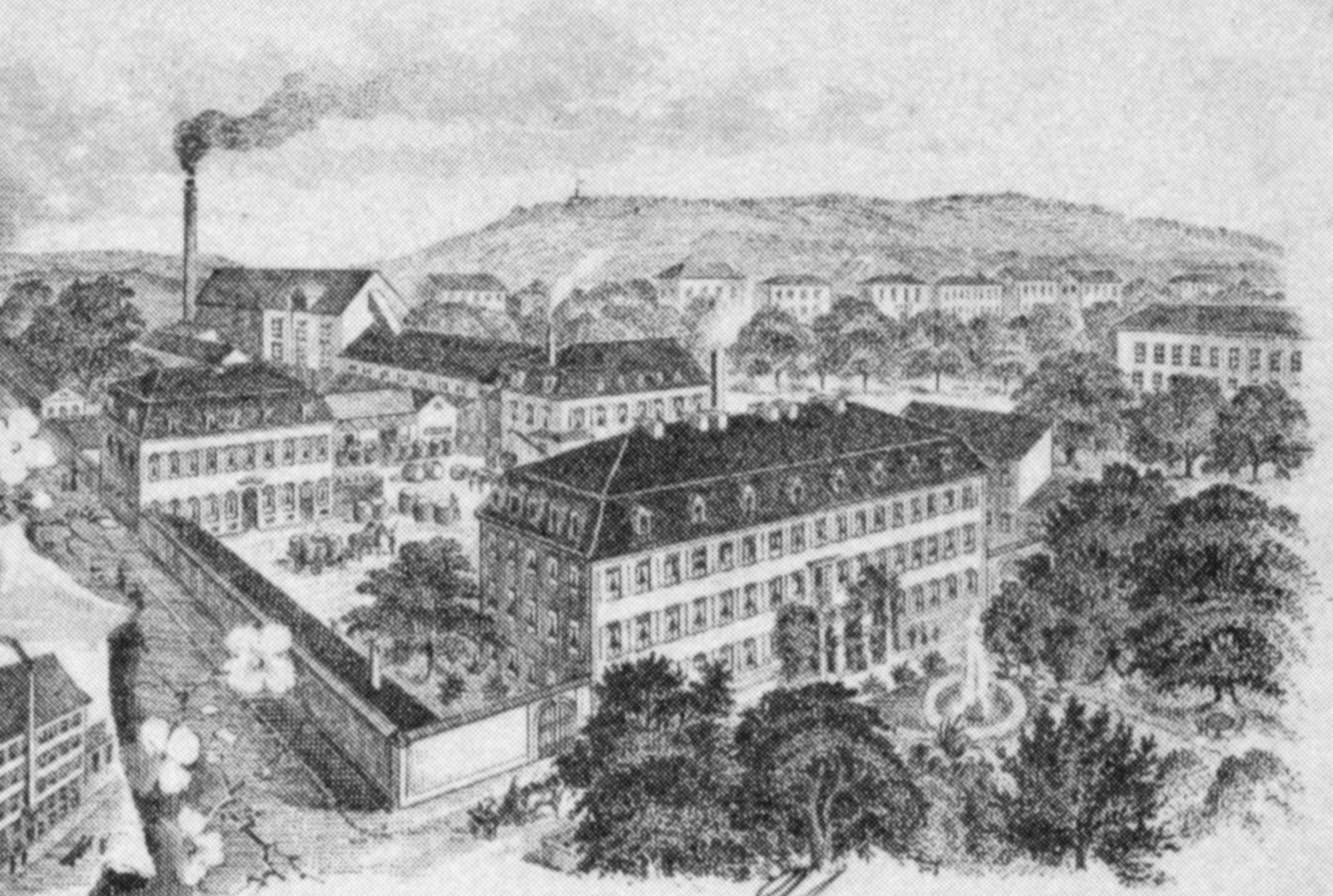
Ansicht der Essig- und Bleiweißfabrik C. F. Bläß, Detail eines Rechnungsbogens um 1900

Carl Bartholomäus Bläß (1800–1871) hatte das Gebäude 1828 von der württembergischen Hofkammer erworben und ließ in den Nebengebäuden des Palais eine Essig- und Bleiweißfabrik errichten, während er das Palais selbst mit seiner Familie bewohnte. Bläß betrieb ab 1824 auch Schafwollspinnerei, 1827 zudem die Naturbleicherei von Leinwand. 1839 produzierten Bläß und die Firma G. F. Rund, bei der Bläß zuvor tätig war, den Großteil der Essigproduktion in Württemberg, außerdem war Heilbronn der größte Bleichplatz des Landes.
In den Jahren 1860 bis 1864 nahm Bläß den Theologen David Friedrich Strauß mit seinen beiden Kindern im Haus auf. Sein Unternehmen wurde 1871 zu einer Kommanditgesellschaft umgewandelt. 1904 erwarben Theodor und Julius Mertz, die Gesellschafter des Unternehmens G. F. Rund, das Bläß’sche Unternehmen, während das Gebäude 1906 in den Besitz der Stadt Heilbronn kam.

### Nutzung im 20. Jahrhundert
Nachdem die Stadt 1906 das Areal aufgekauft hatte, durchlief es eine weitere wechselvolle Geschichte. Die Stadt richtete zunächst Wohnungen in dem Gebäude ein. Eine davon bezog Stadtarzt Ludwig Heuss (Bruder von Theodor Heuss) mit seiner Familie. 1929 war das Gebäude als Zentralmuseum für die an verschiedene Standorte verteilten Heilbronner Museen im Gespräch. In den Jahren 1938/39 wurde das Innere des Palais umgebaut und das Gebäude der Kreisleitung der NSDAP überlassen. Im Zweiten Weltkrieg schwer beschädigt, stürzte die südöstliche Ecke des Palais am 5. Februar 1948 ein, woraufhin am 5. Oktober 1951 im Amtsblatt der Abbruch des Palais ausgeschrieben wurde.